# Makino Tomitarō

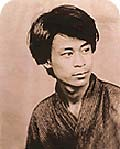
Der junge Makino Tomitarō

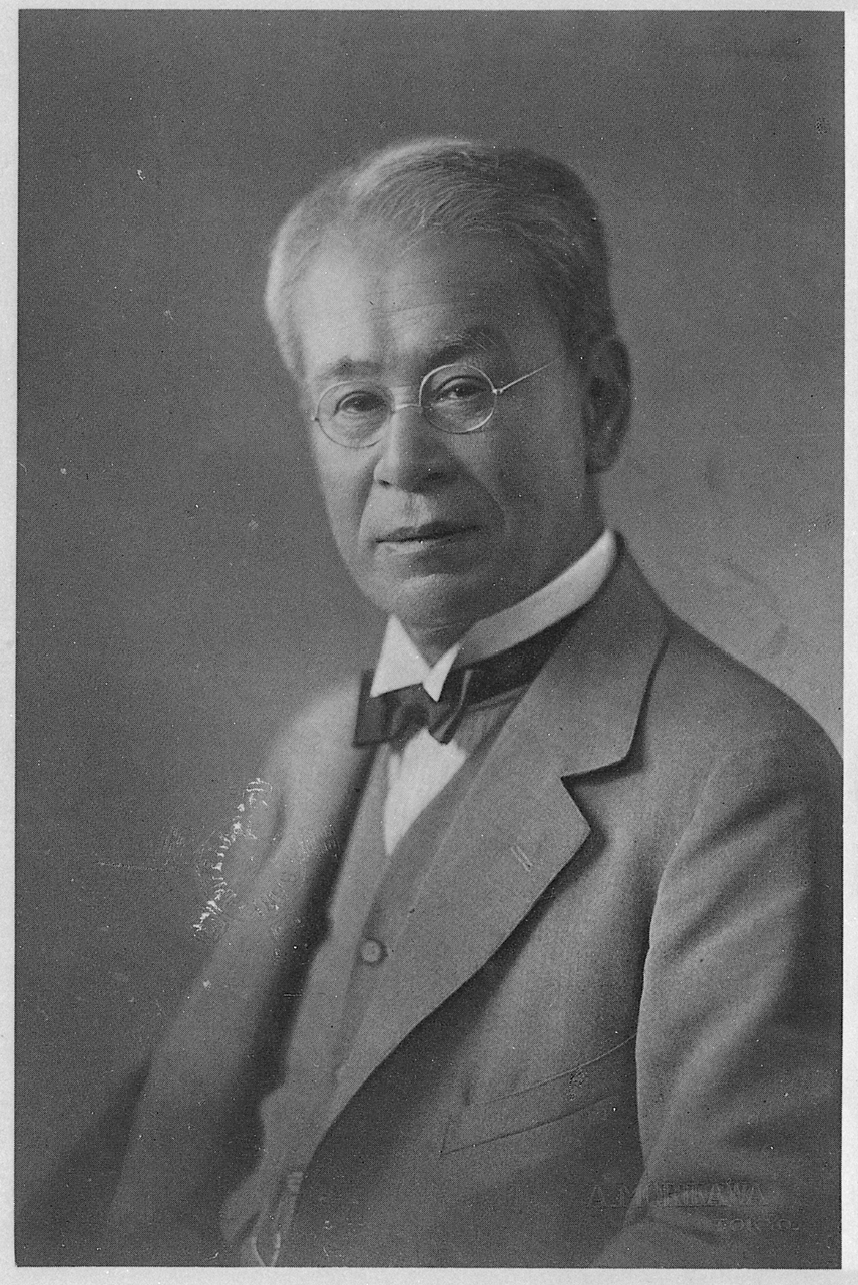
Tomitaro Makino

Makino Tomitarō (japanisch 牧野 富太郎 Makino Tomitarō) (* 24. April 1862 in Sakawa, Präfektur Kōchi; † 18. Januar 1957 in Tokio) war ein japanischer Botaniker. Sein offizielles botanisches Autorenkürzel lautet „Makino“. Früher war auch das Kürzel „Mak.“ in Gebrauch.  

## Leben
Makino Tomitarō war der Sohn eines Sakebrauers. Er wuchs als Halbwaise in Sakawa auf. Im Alter von 10 Jahren besuchte er eine Privatschule und wechselte drei Jahre später in eine staatliche Schule. Schon als Kind galt sein ganzes Interesse den Pflanzen, die er in den umliegenden Bergen sammelte. Er war sehr bemüht, die englische Sprache zu lernen.
1880 wurde er für ein Jahr Lehrer an der Grundschule seiner Heimatstadt. Während dieser Zeit schrieb er seinen ersten wissenschaftlichen Aufsatz über Botanik. 1881 unternahm er eine Reise nach Tokio, um sich ein Mikroskop und einige botanische Bücher zu kaufen. 1884 zog er ganz nach Tokio. An der Universität Tokio stellte er dem Botanikprofessor Yatabe sein illustriertes Buch über Botanik vor. 1887 wurde sein erstes Werk veröffentlicht. 1890 heiratete er.
1893 wurde er wissenschaftlicher Mitarbeiter an der Universität und 1912 Dozent, was er bis 1939 ausübte.
Insgesamt veröffentlichte er sechs Bände über Botanik, in denen er insgesamt 6000 Spezies behandelte. 1000 davon waren Erstbeschreibungen von Makino Tomitarō. 1948 wurde ihm die große Ehre zuteil, dem Tennō Hirohito selbst eine Vorlesung über Botanik halten zu dürfen. 1936 erhielt er den Asahi-Preis. Nach seinem Tod im Alter von 94 Jahren wurde sein Haus in den Makino Memorial Garden verwandelt, eine Gedenkstätte für den „Vater der japanischen Botanik“.
1957 wurde Makino posthum mit dem Kulturorden ausgezeichnet.

## Ehrungen
Der Asteroid (6606) Makino wurde nach ihm benannt. Auch die Moosgattung Makinoa Miyake und die Algengattung Makinoella Okada sind nach ihm benannt.
Er wurde auch Ehrenbürger von Tokio.

## Werke
- Makino shokubutsugaku zenshū (Makino's Book of Botany) Sōsakuin, 1936
- Makino Shin Nihon Shokubutsu Zukan (Makino's New Illustrated Flora of Japan) Hokuryuukan, 1989, ISBN 4-8326-0010-9